# Onderbord (verkeersteken)

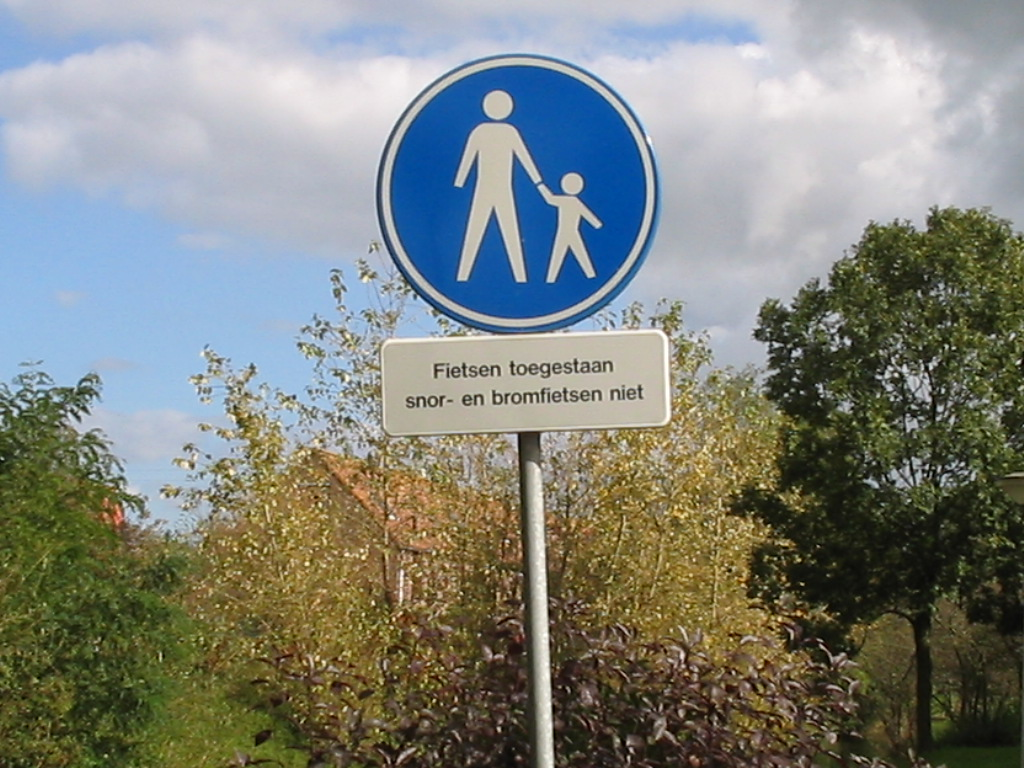
Een onderbord waarop is aangegeven dat fietsen is toegestaan op dit voetpad

Bord J37; het enige bord waarbij altijd een onderbord moet worden geplaatst

Een onderbord is een bord met een tekst, symbool of een combinatie daarvan dat als toevoeging onder een verkeersbord is gehangen. De borden kunnen onder andere informatie geven, een of meerdere groepen of voertuigen uitsluiten van de betekenis van dat bord, of juist verklaren dat het bord voor bepaalde categorie weggebruikers van toepassing is.
Onderborden hoeven niet per se geplaatst te worden, met uitzondering van bord J37 (in Nederland): sinds 1990 moet dit bord zijn voorzien van een onderbord dat de aard van het gevaar aangeeft.
Ook onder verkeerslichten kunnen onderborden worden geplaatst; het bekendste voorbeeld is het blauwe bord met de tekst Rechtsaf voor (brom)fietsers vrij of Rechtsaf voor fietsers vrij. Het verkeerslicht geldt dan niet voor de genoemde bestuurders.
Voorbeelden van Nederlandse onderborden:
- De tijden waarop een bord geldig is, bijvoorbeeld Van 16.30 tot 18.00
- De weggebruikers waarop een bord niet van toepassing is, bijvoorbeeld Uitgezonderd fietsers. In de praktijk wordt dit vaak verzuimd, bijvoorbeeld bij een doodlopende weg (bord L8) en bij tijdelijke wegwijzers.
- Aangeven van de plaats waar een parkeer- of stopverbod geldt. In Nederland staat het onderbord dan evenwijdig aan de weg.
- Ritsen vanaf hier - bij wegversmallingsbord.
- Bij groen één auto, bij rood één foto - bij een toeritdosering.